# 蘇正生
蘇正生（1912年10月6日—2008年12月23日），大正元年生於台灣嘉義廳番社街（今臺南市東山區），是台灣日治時期第一代嘉義農林棒球隊的隊員，守備位置為中外野手。在1931年夏季甲子園的比賽，擊出了一支全壘打牆前的三壘安打，為第一位在甲子園球場的比賽中將球擊中全壘打牆的亞洲選手。有「永遠的中外野大砲」之稱。

## 生平簡介

### 求學階段
昭和2年（西元1927年），蘇正生自番社公學校畢業後，進入臺南州立嘉義農林學校（今國立嘉義大學）就讀，後赴日本內地入讀橫濱專門學校（今神奈川大學）。嘉農時期的蘇正生原本是學校的網球選手，在一次練習時，被當時棒球教練近藤兵太郎發現他具有臂力和速度的優勢，因而邀請他一同加入嘉義農林棒球隊，擔任隊伍的中外野手和第二棒的位置，後來造就他成為棒球的一代傳奇。

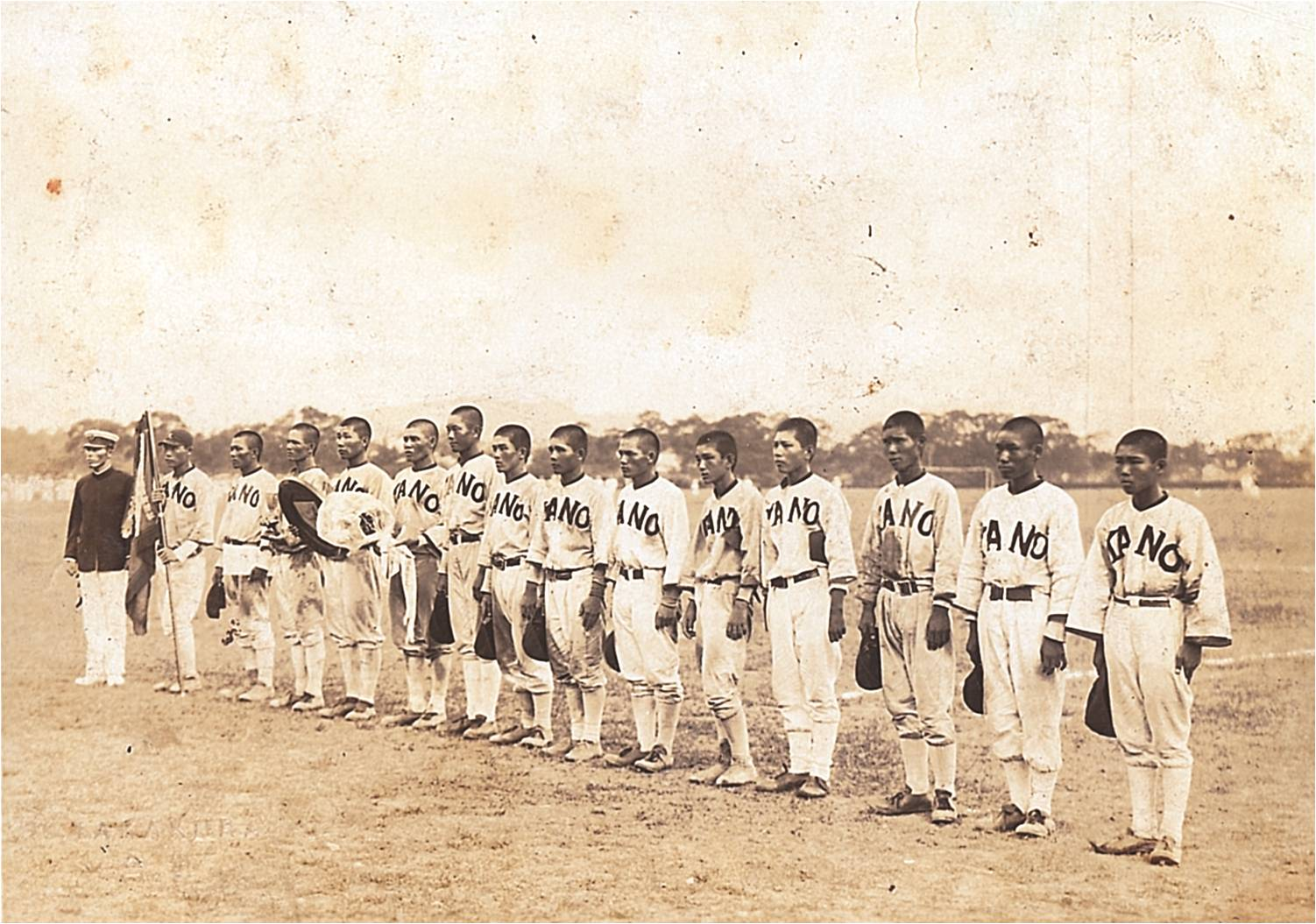
(左起)濱田次箕、吳明捷、陳耕元、拓弘山、蘇正生、藍德和、劉蒼麟、小里初雄、福島又男、羅保農、川原信男、崎山敏雄、里正一

### 甲子園比賽
昭和6年（西元1931年）夏季嘉農首次在「第9回全島中等學校野球大會」中獲得第一，擊敗臺北商業學校（今國立臺北商業大學），取得進入甲子園的臺灣代表權。在「第17回全國中等學校優勝野球大會」（俗稱夏季甲子園）的三場比賽中蘇正生備受矚目，在守備方面展現有著特殊表現，使日本球迷以及球評飛田穗州對他讚賞有加。

### 職業生涯
從橫濱專校肄業後，蘇正生返台入職臺南州廳稅務課嘉義出張所，閒暇之餘培養少棒選手，同時進入嘉義實業團，與台南隊合組台南州團隊，在台灣城市棒球對抗賽大敗台北州隊，讓優勝旗首度越過濁水溪以南，獲得台灣城市的代表權。戰後擔任阿里山林場副場長，同時仍以球員身分參與第一、二屆的省運會，直到第三屆轉為裁判。民國42年（西元1953年），對日本戰後訪台的早稻田棒球隊，擔任最後一戰的台灣聯隊教練。民國50年(西元1961年），蘇正生回到東山鄉擔任鄉公所任建設課長。

### 退休生涯
蘇正生退休後返回老家台南，但仍舊關心台灣棒球發展，致力於傳承自己的棒球經驗給下一代的選手們，有時也會從東山騎腳踏車到嘉義指導嘉農棒球隊的年輕棒球選手。
蘇正生希望在民國100年（西元2011年）正值100歲時，和棒球界人士一起慶祝中華職棒開打。然而蘇正生在民國97年（西元2008年）12月23日的凌晨辭世，享耆壽97歲。

### 其他事蹟
日本天皇對於蘇正生熱愛棒球的精神讚譽有加，曾親自召見嘉勉，並獲得英雄式的歡迎。前總統李登輝曾於民國88年（西元1999年）9月9日親臨東山蘇宅恭賀嵩壽。蘇正生被稱作是一部活歷史，備受推崇。

## 經歷
- 嘉義農林棒球隊（第一代隊員，1931年畢業）
- 橫濱專門學校（現為神奈川大學）棒球隊
- 嘉義稅務出張所
- 臺南州團隊棒球裁判
- 嘉義東亞高工青棒隊顧問
- 東山鄉公所建設科長
- 2014年魏德聖等人將蘇正生等人當年參與甲子園的故事翻拍成電影《KANO》，由陳勁宏飾演
- 2019年入選第六屆台灣棒球名人堂終身奉獻獎

## 外部連結
- 蘇正生在台灣棒球維基館上的頁面（繁體中文）